# 鄭亨
鄭 亨（てい こう、生年不詳 - 1434年）は、明代の軍人。本貫は廬州合肥県。

## 生涯
洪武年間、父の鄭用の引退により職を嗣いで、大興左衛副千戸となった。1392年（洪武25年）、北元に対する使者に応募し、オノン川にいたった。帰国すると、密雲衛指揮僉事に転じた。
1399年（建文元年）、靖難の変が起こると、部下とともに燕王朱棣に降伏した。真定では先頭に立って耿炳文と戦い、指揮使に進んだ。大寧を襲撃するために劉家口にいたり、諸将が関を攻めようとしたとき、朱棣は関を守る兵が大寧に逃れて急報し大寧が守りを固めるのを心配して、鄭亨に精鋭の騎兵数百人を与えて旗を巻いて山に登らせ、ひそかに関の後ろに出るよう命じて、敵兵の退路を断った。朱棣の軍が関を攻撃すると、関を守っていた兵は全て捕縛された。朱棣の軍はにわかに大寧に達した。鄭亨は北平都指揮僉事に進んだ。鄭村壩の兵を夜襲して破り、西方の紫荊関を落とし、広昌を攻略した。1400年（建文2年）、蔚州を奪取し、大同を直撃した。軍を返して白溝河の戦いに参加し、敵軍を追って済南にいたり、都指揮同知に進んだ。滄州を攻め、北門に軍を進めて、東昌への糧道を扼した。戦いに敗れて張玉が戦死すると、鄭亨は敗残兵を集め、深州に軍を返した。1401年（建文3年）、夾河や藁城で戦い、各地を攻略しながら彰徳に達し、黄河の上で兵力を示威した。引き返して完県に駐屯した。1402年（建文4年）、朱棣に従って東平・汶上を破り、小河に軍を進めた。戦いに敗れて、王真が戦死した。諸将はみな北に軍を返そうと望んだが、鄭亨は朱能とともに反対した。南京に入ると、中府左都督に転じ、武安侯に封じられ、1500石の禄を賜り、世券を与えられた。北京の留守をつとめた。このとき父の鄭用はなお生存しており、鄭亨が封爵を受けるところを見ていた。
1403年（永楽元年）、鄭亨は総兵官とされ、武成侯王聡や安平侯李遠らを率いて宣府を守備した。鄭亨は宣府・万全・懐来の地理的形勢の有利な場所に兵を集め、城壁を高く濠を深くして守りを固めた。敵襲があると、夜間に篝火を焚き、昼に砲を鳴らして堅守した。1405年（永楽3年）2月、南京に召還され、ほどなくまた宣府に派遣された。1409年（永楽7年）秋、開平を守備した。
翌年、鄭亨は永楽帝の第一次漠北遠征に従い、食糧の輸送を監督するよう命じられた。塞北に進出すると、右哨を率いてオルジェイ・テムルを追撃し、これを破った。明軍がアルクタイの軍と遭遇すると、鄭亨は先頭の部隊を率いてこれを撃破した。論功では諸将の筆頭に挙げられた。この年の冬、そのまま宣府に駐屯した。1414年（永楽12年）、永楽帝の第二次漠北遠征に従い、中軍を管轄した。忽失温の戦いでオイラトの軍を追って流れ矢を受けたが、再び軍と合流してマフムードを破った。1422年（永楽20年）、永楽帝の第三次漠北遠征に従い、左哨の兵1万人を率いて、龍門道を進軍し、ウリャンカイを屈烈河で破った。輜重隊を率いて帰還の途につき、輜重を狙って追ってきた敵を撃破して、そのまま開平を守った。永楽帝は5度の漠北遠征を行ったが、鄭亨はいずれも従軍した。
1424年（永楽22年）、洪熙帝が即位すると、鄭亨は大同に駐屯した。1425年（洪熙元年）2月、洪熙帝により辺境の総兵官に将軍印が分与されると、鄭亨は征西前将軍の印を賜った。大同で耕地を開墾して穀物を備蓄し、北辺の守りを固めた。1426年（宣徳元年）、北京に召還されて後府の事務を代行した。大同に駐屯して、糧食を宣府に送った。漠北の部長49人を招降し、これを厚遇したので、帰順する者が相次いだ。1434年（宣徳9年）2月乙丑、鄭亨は大同で死去した。漳国公に追封された。諡は忠毅といった。妾の張氏が殉死して、淑人の位を贈られた。子の鄭能が後を嗣ぎ、明の滅亡まで武安侯の爵位は世襲された。